# 郭建模
郭建模（1942年12月—2005年5月2日），男，河北怀安人，中华人民共和国政治人物，曾任中国残疾人联合会副主席、理事长，中华全国体育总会副主席，第九届全国人大代表。